# Geist und Seele wird verwirret, BWV 35
Geist und Seele wird verwirret, BWV 35 (Esperit i Ànima són torbats), és una cantata religiosa de Johann Sebastian Bach per al dotzè diumenge després de la Trinitat, estrenada a Leipzig, el 8 de setembre de 1726.

## Origen i context
El text és de Georg Christian Lehms (1684-1717), poeta, bibliotecari i conseller de la cort de Darmstadt, que l'any 1711 publicà un cicle de cantates per cobrir els diumenges i festivitats de tot l'any. És, veritablement, una cantata en el sentit estricte del terme, ja que el text és un poema sense cap altre recurs com els habituals corals o versicles bíblics. Fa referència a l'evangeli del dia (Marc 7, 31-37) que explica la curació d'un sordmut. L'obra consta de dues parts que comencen amb sengles simfonies instrumentals, al mig s'intercalaria el sermó; és només per a un únic solista, contralt, sense, fins i tot, cor. Segurament aquell estiu de 1726, Bach disposava d'un contralt excel·lent, ja que també li destinà les cantates BWV 170 i BWV 169 per al 28 de juliol i 20 d'octubre, respectivament, d'aquest any. Per a aquest diumenge es conserven, també, la BWV 69a i la BWV 137.

## Anàlisi
Obra escrita per a contralt, dos oboès, taille o oboè tenor, orgue obligat, corda i baix continu. Consta de set números, dividits en dues parts, l'orgue no es limita a acompanyar el baix continu, sinó que és un protagonista instrumental de l'obra.
Primera part
1. Simfonia
2. Ària: Geist und Seele wird verwirret (Esperit i Ànima són torbats)
3. Recitatiu: Ich wundre mich (Estic meravellat)
4. Ària: Gott hat alles wohlgemacht (Déu ho ha fet tot bé)

Segona part
1. Simfonia
2. Recitatiu: Ach, starker Gott, lass mich (Ah, poderós Déu, permet-me)
3. Ària: Ich wünsche nur bei Gott zu leben (Vull viure al costat de Déu)

És l'única cantata de Bach amb dues simfonies, que segurament són els moviments extrems d'un concert per a oboè, de l'època de Köthen, possiblement perdut i que posteriorment fou refet per a clavecí i orquestra, del qual només se'n conserva una part breu (BWV 1059); el moviment central del concert primigeni, molt possiblement s'hagi aprofitat per a la primera ària. La simfonia inicial va destinada a tota l'orquestra, l'orgue hi té un paper obligato, és a dir, amb part solista i d'acompanyament alhora. L'ària del número 2, que podria ser la part central del concert perdut, té ritme de siciliana i compta, també, amb un paper destacat de l'orgue; l'altra ària de la primera part, té l'orgue com a única instrumentació. La segona part s'obre amb una simfonia dividia en dues seccions que segueixen l'esquema d'una dansa; seguida de recitatiu i ària, ara amb tota l'orquestra, que tanca aquesta cantata tan atípica, en lloc del coral habitual. Té una durada d'una mitja hora.

## Discografia seleccionada
- J.S. Bach: Das Kantatenwerk. Sacred Cantatas Vol. 2. Nikolaus Harnoncourt, Concentus Musicus Wien, Paul Esswood. (Teldec), 1994.
- J.S. Bach: The complete live recordings from the Bach Cantata Pilgrimage. CD 38: Jakobskirche, Köthen; 10 de setembre de 2000. John Eliot Gardiner, English Baroque Soloists, Robin Tyson. (Soli Deo Gloria), 2013.
- J.S. Bach: Complete Cantatas Vol. 17 . Ton Koopman, Amsterdam Baroque Orchestra & Choir, Nathalie Stutzmann. (Challenge Classics), 2005.
- J.S. Bach: Cantatas Vol. 37. Masaaki Suzuki, Bach Collegium Japan, Robin Blaze. (BIS), 2007.
- J. S. Bach: Church Cantatas Vol. 12. Helmuth Rilling, Gächinger Kantorei, Bach-Collegium Stuttgart. Julia Amari. (Hänssler), 1999.
- J.S. Bach: Cantatas for the Complete Liturgical Year Vol. 5. Sigiswald Kuijken, La Petite Bande, Petra Noskaiova. (Accent), 2007.
- J.S. Bach: Alto Cantatas. Chiara Banchini, Ensemble 415. René Jacobs. (Harmonia Mundi), 1987.
- J.S. Bach: Cantates pour alto. Philippe Herreweghe, Orchestre de Collegium Vocale, Andreas Scholl. (Harmonia Mundi), 1999.